# Продовольственная безопасность
| < 2,5% < 5,0% 5,0–14,9% 15,0–24,9% | 25,0–34,9% > 35,0% Нет данных |

Карта стран мира по проценту населения, страдающего от голода, по данным WFP, 2020 год.

Продовольственная безопасность — элемент национальной безопасности государства.
Ситуация, при которой все люди в каждый момент времени имеют физический и экономический доступ к достаточной в количественном отношении безопасной пище, необходимой для ведения активной и здоровой жизни. В «Римской декларации по всемирной продовольственной безопасности» (1996) говорится об обязанности любого государства обеспечивать право каждого человека на доступ к безопасным для здоровья и полноценным продуктам питания в соответствии с правом на адекватное питание и правом на свободу от голода.
Продовольственная безопасность является одной из главных целей аграрной и экономической политики государства. В своём общем виде она формирует вектор движения любой национальной продовольственной системы к идеальному состоянию. В этом смысле стремление к продовольственной безопасности — непрерывный процесс. При этом для её достижения зачастую происходит смена приоритетов развития и механизмов реализации аграрной политики.

## Элементы продовольственной безопасности
Определения продовольственной безопасности, сформулированные на Римской встрече, содержат указания на следующие элементы:
1. физическая доступность достаточной в количественном отношении, безопасной и питательной пищи;
2. экономическая доступность к продовольствию должного объема и качества, всех социальных групп населения;
3. автономность и экономическая самостоятельность национальной продовольственной системы (продовольственная независимость);
4. надежность, то есть способность национальной продовольственной системы минимизировать влияние сезонных, погодных и иных колебаний на снабжение продовольствием населения всех регионов страны;
5. устойчивость, означающая, что национальная продовольственная система развивается в режиме расширенного воспроизводства[3].

Продовольственная политика соответственно рассматривается как комплекс мер, призванных системно и эффективно решать задачи развития не только производства, внешней торговли, хранения и переработки, но и справедливого распределения основных продуктов питания, а также социального развития сельской местности.

## Измерение
Продовольственная безопасность может быть измерена потреблением калорий на человека в день, доступных на семейный бюджет. В целом цель показателей и измерений продовольственной безопасности состоит в том, чтобы охватить некоторые или все основные компоненты продовольственной безопасности с точки зрения наличия, доступности и использования продовольствия.
Было разработано несколько измерений для охвата компонента доступа к продовольственной безопасности, причем некоторые примечательные примеры были разработаны в рамках финансируемого USAID проекта технической помощи в области продовольствия и питания (FANTA), сотрудничающего с Университетом Корнелла и Тафтса, Africare и World Vision. К ним относятся:
- Шкала доступа к продовольственной безопасности домашних хозяйств (HFIAS) — непрерывно измеряет степень продовольственной безопасности (недоступности) в домашнем хозяйстве в предыдущем месяце.

- Шкала диетического разнообразия домашних хозяйств (HDDS) — измеряет количество различных групп продуктов питания, потребляемых в течение определенного контрольного периода (24 часа/48 часов/7 дней).

- Шкала голода домашних хозяйств (HHS) — измеряет опыт продовольственной депривации домашних хозяйств на основе набора предсказуемых реакций, полученных в ходе обследования и обобщенных в шкале.
- Индекс стратегий преодоления (CSI) — оценивает поведение домашних хозяйств и оценивает их на основе набора различных установленных моделей поведения о том, как домашние хозяйства справляются с нехваткой продовольствия. Методология этого исследования основана на сборе данных по одному вопросу: «Что вы делаете, когда вам не хватает еды, и не хватает денег, чтобы купить еду?[8][9][10]»

Продовольственная и сельскохозяйственная организация ООН (ФАО), Всемирная продовольственная программа (ВПП) и Международный фонд сельскохозяйственного развития (МФСР) сотрудничают в целях обеспечения продовольственной безопасности в мире. В издании 2012 года описаны улучшения, внесенные ФАО в показатель распространенности недоедания (PoU), который используется для измерения показателей отсутствия продовольственной безопасности. Новые функции включают пересмотренные минимальные диетические потребности в энергии для отдельных стран, обновление данных о населении мира и оценки потерь продовольствия в розничной торговле для каждой страны. Измерения, которые учитывают этот показатель, включают в себя диетическое энергоснабжение, производство продовольствия, цены на продовольствие, расходы на продовольствие и волатильность продовольственной системы. Этапы отсутствия продовольственной безопасности варьируются от ситуации продовольственной безопасности до массового голода.

## Показатели
С учетом показателя распространенности недоедания (PoU) ФАО сообщила, что в 2010—2012 годах почти 870 миллионов человек страдали от хронического недоедания. Это составляет 12,5 % мирового населения, или 1 из 8 человек. Более высокие показатели отмечаются в развивающихся странах, где 852 миллиона человек (около 15 % населения) хронически недоедают. В докладе отмечается, что Азия и Латинская Америка добились сокращения масштабов недоедания, что позволило этим регионам встать на путь достижения цели в области развития, сформулированной в Декларации тысячелетия, предусматривающей сокращение вдвое масштабов недоедания к 2015 году. ООН отметила, что около 2 миллиардов человек не потребляют достаточного количества витаминов и минералов. В Индии, второй по численности населения стране в мире, 30 миллионов человек были добавлены в ряды голодающих с середины 1990-х годов и 46 % детей имеют недостаточный вес.

## Примеры отсутствия продовольственной безопасности
Голод был частым явлением в мировой истории. Некоторые из этих бедствий убили миллионы людей и существенно уменьшили численность населения на большой территории. Самыми распространенными причинами были засуха и война, но самый большой голод в истории был вызван экономической политикой.
В 2017 году из-за наводнений и других климатических потрясений более 21 миллиона человек оказались в продовольственном кризисе и более 10 миллионов — в чрезвычайных ситуациях в Афганистане, Непале, Пакистане, Бангладеш, Шри-Ланке и Йемене, многие из которых также страдают от конфликтов и политических потрясений.

## Продовольственная безопасность по странам

### Афганистан
В Афганистане около 35 % домашних хозяйств не обеспечены продовольствием[когда?]. Распространенность недостаточного веса, задержки роста и истощения у детей в возрасте до 5 лет также очень высока.

### Мексика
Отсутствие продовольственной безопасности было проблемой для Мексики на протяжении всей ее истории. Хотя проблема наличия продовольствия не стоит, серьезные недостатки в обеспечении доступа к продовольствию усугубляют отсутствие безопасности. В период с 2003 по 2005 год общее предложение продовольствия в Мексике значительно превышало уровень, достаточный для удовлетворения потребностей мексиканского населения, составляя в среднем 3270 килокалорий на душу населения, что выше минимальных потребностей в 1850 килокалорий на душу населения. Однако по меньшей мере 10 % населения в каждом мексиканском штате страдает от недостаточного доступа к продовольствию. В девяти штатах 25-35 % семей живут в условиях отсутствия продовольственной безопасности. Более 10 % населения семи мексиканских штатов попадают в категорию серьезной продовольственной опасности.
Мексика уязвима для засухи, которая может ещё больше подорвать сельское хозяйство.

### Сингапур
В 2019 году Сингапуру удалось произвести только 13 % листовых овощей, 24 % яиц и 9 % рыбы. В 1965 году она все еще могла производить 60 % своих овощей, 80 % своей птицы и 100 % своих яиц. В 2019 году власти Сингапура объявили о запуске программы «30 на 30», которая направлена на резкое улучшение его продовольственной безопасности через гидропонные фермы и фермы аквакультуры.

### США
Национальные обследования продовольственной безопасности являются основным инструментом обследования, используемым Министерством сельского хозяйства США для измерения продовольственной безопасности в Соединенных Штатах. Основываясь на ответах респондентов на вопросы опроса, домохозяйство может быть помещено в континуум продовольственной безопасности, определенный Министерством сельского хозяйства США. Этот континуум имеет четыре категории: Высокая продовольственная безопасность, предельная продовольственная безопасность, низкая продовольственная безопасность и очень низкая продовольственная безопасность. Континуум продовольственной безопасности колеблется от домохозяйств, которые постоянно имеют доступ к питательным продуктам питания, до домохозяйств, в которых по крайней мере один или несколько членов регулярно остаются без пищи по экономическим причинам. Отчет Службы экономических исследований № 155 (ERS-155) оценивает, что 14,5 % (17,6 миллиона) домохозяйств США были небезопасны в какой-то момент в 2012 году.
2016, 2017 и 2018 годы:
- В течение 2018 года 11,1 % (14,3 млн) домохозяйств США были не обеспечены продовольствием.
- В течение 2017 года 11,8 % (15,0 млн) домохозяйств США были не обеспечены продовольствием.
- 7,4 % (9,4 млн) домохозяйств США имели низкую продовольственную безопасность в 2016 году.
- 4,9 % (6,1 млн) домохозяйств США имели очень низкую продовольственную безопасность в течение 2016 года.
- Как дети, так и взрослые испытывали нехватку продовольствия в 8,0 % домохозяйств с детьми (3,1 млн домохозяйств).

### Демократическая Республика Конго
Демократическая Республика Конго является второй по величине страной в Африке и сталкивается с проблемой отсутствия продовольственной безопасности. Несмотря на обилие природных ресурсов, они не имеют доступа к основным продуктам питания, что затрудняет повседневную жизнь конголезского народа. Недоедание широко распространено среди детей, что сказывается на их способностях, и дети, живущие в сельской местности, страдают больше, чем дети, живущие в городах. В ДРК около 33 % домашних хозяйств не обеспечены продовольствием; это 60 % в восточных провинциях. Исследование показало корреляцию отсутствия продовольственной безопасности, негативно влияющую на подверженных риску ВИЧ-инфицированных взрослых в ДРК.
В 2007—2008 годах цены на зерно выросли, и народ в Демократической Республике Конго пошел на гражданские волнения. Были беспорядки и протесты. Голод в стране встречается часто, но иногда он доходит до крайности, что многие семьи не могут позволить себе есть каждый день. Торговля мясом Буша использовалась для измерения тенденции продовольственной безопасности. Эта тенденция отражает объем потребления в городских и сельских районах. Городские районы в основном потребляют мясо Буша, потому что они не могут позволить себе другие виды мяса.

## Продовольственная безопасность в России
В России основным документом, определяющим совокупность официальных взглядов на цели, задачи и основные направления государственной экономической политики в области обеспечения продовольственной безопасности страны, является Доктрина продовольственной безопасности Российской Федерации, утвержденная указом президента Дмитрия Медведева от 1 февраля 2010 года. В 2019 году в Совете Безопасности РФ начата разработка новой редакции доктрины, которую предполагается принять до конца года.
Россия по итогам 2020 года заняла по уровню продовольственной безопасности 24-е место среди 113 стран, по уровню продовольственной безопасности превзошла Польшу, а доля населения, живущего за глобальной чертой бедности, в России втрое меньше, чем в Польше. Это следует из Глобального индекса продовольственной безопасности, который уже в девятый раз подготовили аналитики The Economist Intelligence Unit при поддержке Corteva Agriscience.  В 2020 году Россия почти в два раза улучшила свои позиции в Глобальном индексе продовольственной безопасности - в 2019 году Россия занимала только 42-е место. 

## Всемирная встреча на высшем уровне по продовольственной безопасности
Всемирная встреча на высшем уровне по продовольственной безопасности, состоявшаяся в Риме в 1996 году, была направлена на подтверждение глобальной приверженности делу борьбы с голодом. Продовольственная и сельскохозяйственная организация Объединенных Наций (ФАО) созвала саммит в ответ на широко распространенное недоедание и растущую озабоченность по поводу способности сельского хозяйства удовлетворять будущие потребности в продовольствии. Конференция подготовила два ключевых документа: Римскую декларацию о Всемирной продовольственной безопасности и план действий Всемирной встречи на высшем уровне по проблемам продовольствия.
В Римской декларации содержится призыв к членам ООН работать над сокращением вдвое к 2015 году числа хронически недоедающих людей на Земле. В плане действий установлен ряд целевых показателей для правительственных и неправительственных организаций по обеспечению продовольственной безопасности на индивидуальном, бытовом, национальном, региональном и глобальном уровнях.
Еще один Всемирный саммит по продовольственной безопасности состоялся в штаб-квартире ФАО в Риме в период с 16 по 18 ноября 2009 года. Решение о созыве саммита было принято Советом ФАО в июне 2009 года по предложению генерального директора ФАО доктора Жака Диуфа. В этом саммите приняли участие главы государств и правительств.

## Последствия отсутствия продовольственной безопасности
Голод и жажда коренятся в отсутствии продовольственной безопасности. Хроническое отсутствие продовольственной безопасности приводит к высокой степени риска возникновения голода.
Как показало исследование, проведенное Всемирной продовольственной программой, отсутствие продовольственной безопасности в сочетании с уже существующими проблемами управления заставляет людей прибегать к насилию.

### Задержка роста и хроническая нехватка питания
Многие страны испытывают постоянную нехватку продовольствия и проблемы его распределения. Это приводит к хроническому и часто широко распространенному голоду среди значительного числа людей. Люди могут реагировать на хронический голод и недоедание путем уменьшения размеров тела, известного в медицинских терминах как задержка роста. Этот процесс начинается внутриутробно, если мать недоедает и продолжается примерно в течение третьего года жизни. Это приводит к повышению младенческой и детской смертности, но гораздо более низкими темпами, чем во время голода. После того, как задержка роста произошла, улучшенное потребление пищи после возраста около двух лет не в состоянии обратить вспять ущерб.
Задержка роста сама по себе может рассматриваться как механизм преодоления, приводя размер тела в соответствие с калориями, доступными в зрелом возрасте в том месте, где родился ребенок. Ограничение размера тела как способ адаптации к низким уровням энергии (калорий) отрицательно влияет на здоровье тремя способами:
- Преждевременная недостаточность жизненно важных органов в зрелом возрасте. Например, 50-летний человек может умереть от сердечной недостаточности, потому что его / ее сердце страдало структурными дефектами во время раннего развития;
- Низкорослые люди страдают более высоким уровнем заболеваний и болезней, чем те, кто не подвергся задержке роста;
- Сильное недоедание в раннем детстве часто приводит к нарушениям когнитивного развития[29]. Поэтому он создает неравенство между детьми, которые не испытывали серьезного недоедания, и теми, кто испытывает его.

### Депрессия, тревога и расстройства сна
Недавний всеобъемлющий систематический обзор показал, что более 50 исследований показали, что отсутствие продовольственной безопасности тесно связано с более высоким риском депрессии, тревоги и нарушений сна. Голодающие люди имеют почти 3-кратное увеличение количества депрессий и нарушений сна, по сравнению с обеспеченными питанием.

## Проблемы достижения продовольственной безопасности

### Глобальный водный кризис
Дефицит воды, который уже стимулирует импорт тяжелого зерна во многих небольших странах, может вскоре сделать то же самое в более крупных странах, таких как Китай или Индия. Уровень грунтовых вод падает в десятках стран (включая Северный Китай, США и Индию) из-за широко распространенного перекачивания с использованием мощных дизельных и электрических насосов. Другие пострадавшие страны включают Пакистан, Афганистан и Иран. Это в конечном итоге приведет к дефициту воды и сокращению урожая зерновых. Даже с перекачкой своих водоносных горизонтов Китай развивает дефицит зерна. Когда это произойдет, это почти наверняка приведет к росту цен на зерно. Большинство из 3 миллиардов человек, которые, согласно прогнозам, родятся во всем мире к середине века, родятся в странах, уже испытывающих нехватку воды. После Китая и Индии существует второй уровень более мелких стран с большим дефицитом воды — Афганистан, Алжир, Египет, Иран, Мексика и Пакистан. Четыре из них уже импортируют большую долю своего зерна. Только Пакистан остается самодостаточным. Но с населением, увеличивающимся на 4 миллиона человек в год, он, вероятно, скоро обратится к мировому рынку зерна.
В региональном плане в Африке к югу от Сахары находится самое большое число стран, испытывающих нехватку воды, из всех стран мира, по оценкам, 800 миллионов человек, проживающих в Африке, 300 миллионов живут в условиях нехватки воды. По оценкам, к 2030 году от 75 до 250 миллионов человек в Африке будут жить в районах высокого водного стресса, что, вероятно, приведет к перемещению от 24 до 700 миллионов человек, поскольку условия становятся все более непригодными для жизни. Поскольку большая часть Африки по-прежнему зависит от сельскохозяйственного образа жизни и 80-90 % всех семей в сельских районах Африки зависят от производства собственного продовольствия, нехватка воды приводит к потере продовольственной безопасности.
Многомиллионные инвестиции, начатые в 1990-х годах Всемирным банком, восстановили пустыню и превратили долину Ика в Перу, одно из самых засушливых мест на земле, в крупнейшего поставщика спаржи в мире. Однако постоянное орошение вызвало быстрое падение уровня грунтовых вод, в некоторых местах до восьми метров в год, что является одним из самых быстрых темпов истощения водоносных горизонтов в мире. Колодцы мелких фермеров и местных жителей начинают высыхать, а водоснабжение главного города долины находится под угрозой. В качестве товарной культуры спаржа обеспечивала работой местное население, но большая часть денег шла покупателям, в основном англичанам. В докладе 2010 года был сделан вывод о том, что отрасль не является устойчивой и обвиняет инвесторов, в том числе Всемирный банк, в том, что они не несут должной ответственности за последствия своих решений для водных ресурсов бедных стран. Отвод воды из верховьев реки Ика на поля спаржи также привел к нехватке воды в горном районе Уанкавелика, где коренные общины ведут маргинальный образ жизни.

### Деградация земель
Интенсивное земледелие часто приводит к порочному кругу истощения плодородия почв и снижению урожайности сельскохозяйственных культур. Примерно 40 % сельскохозяйственных земель в мире серьезно истощены. По данным базирующегося в Гане Института природных ресурсов Африки УООН, если нынешние тенденции деградации почв продолжатся, Африка сможет прокормить лишь 25 % своего населения к 2025 году.

### Изменение климата
Изменение климата и связанные с ним экстремальные климатические явления являются ключевыми факторами, обусловливающими недавний рост глобального голода, и одной из главных причин серьезных продовольственных кризисов. Это приводит к миграции — как сезонной, так и постоянной — между общинами, которые вынуждены искать более устойчивые источники продовольствия.
По прогнозам, экстремальные явления, такие как засухи и наводнения, будут усиливаться по мере изменения климата и глобального потепления. Начиная от ночных наводнений и заканчивая постепенно усиливающимися засухами, они будут иметь целый ряд последствий для сельскохозяйственного сектора. Согласно докладу Сети знаний по климату и развитию управление экстремальными климатическими явлениями и бедствиями в секторах сельского хозяйства: уроки из доклада МГЭИК SREX, последствия будут включать изменение структуры производительности и средств к существованию, экономические потери и последствия для инфраструктуры, рынков и продовольственной безопасности. Продовольственная безопасность в будущем будет связана с нашей способностью адаптировать сельскохозяйственные системы к экстремальным явлениям. Примером изменения погодных условий может служить повышение температуры. По мере повышения температуры из-за изменения климата существует риск сокращения поставок продовольствия из-за теплового повреждения.
В водосборном бассейне Гималайских рек проживает около 2,4 миллиарда человек. Индия, Китай, Пакистан, Афганистан, Бангладеш, Непал и Мьянма могут столкнуться с наводнениями, за которыми последуют сильные засухи в ближайшие десятилетия. Только в Индии Ганг обеспечивает водой для питья и ведения сельского хозяйства более 500 миллионов человек. Западное побережье Северной Америки, которое получает большую часть своей воды из ледников в горных хребтах, таких как Скалистые горы и Сьерра-Невада, также будет затронуто. Ледники — не единственное беспокойство, которое испытывают развивающиеся страны; уровень моря, как сообщается, повышается по мере прогрессирования изменения климата, сокращая количество земель, доступных для сельского хозяйства.
В других частях мира большой эффект будет иметь низкая урожайность зерна в соответствии с моделью мировой торговли продовольствием, особенно в регионах с низкими широтами, где расположена большая часть развивающегося мира. От этого цена на зерно будет расти, наряду с развивающимися странами, пытающимися вырастить зерно. За счет этого каждые 2-2,5 % повышения цен увеличит количество голодающих на 1 %. Низкая урожайность является лишь одной из проблем, стоящих перед фермерами в низких широтах и тропических регионах. Сроки и продолжительность вегетационного периода, когда фермеры сажают свои культуры, будут резко меняться, согласно USDA, из-за неизвестных изменений температуры почвы и условий увлажнения.
Еще один способ мышления о продовольственной безопасности и изменении климата исходит от Эвана Фрейзера, географа, работающего в Гуэлфском университете в Онтарио, Канада. Его подход заключается в изучении уязвимости продовольственных систем для изменений климата, и он определяет уязвимость для изменений климата как ситуации, которые возникают, когда относительно незначительные экологические проблемы вызывают серьезные последствия для продовольственной безопасности. Примеры этого включают ирландский картофельный голод, который был вызван дождливым годом, который создал идеальные условия для распространения грибковой болезни на картофельных полях, или эфиопский голод в начале 1980-х годов. Три фактора выделяются как общие в таких случаях, и эти три фактора действуют как диагностический «набор инструментов», с помощью которого можно определить случаи, когда продовольственная безопасность может быть уязвима для изменений климата. К этим факторам относятся: (1) специализированные агроэкосистемы; (2) домохозяйства, имеющие очень мало возможностей для получения средств к существованию, кроме ведения сельского хозяйства; (3) ситуации, когда официальные учреждения не обеспечивают адекватных систем безопасности для защиты людей. «По оценкам Международного научно-исследовательского Института продовольственной политики (IFPRI), для компенсации негативных воздействий изменения климата на питание детей к 2050 году необходимы дополнительные инвестиции в сельское хозяйство в размере 7,1-7,3 млрд долл. в год.»

### Сельскохозяйственные болезни
Болезни, поражающие домашний скот или сельскохозяйственные культуры, могут оказывать разрушительное воздействие на доступность продовольствия, особенно если отсутствуют планы действий в чрезвычайных ситуациях.
Генетическое разнообразие урожая диких родственников пшеницы может быть использовано для улучшения современных сортов, чтобы быть более устойчивыми к болезням. В своих центрах происхождения дикорастущие растения пшеницы проверяются на устойчивость к болезням, затем изучается их генетическая информация и, наконец, дикорастущие растения и современные сорта скрещиваются посредством современной селекции растений с целью передачи генов устойчивости от диких растений к современным сортам.

### Еда против топлива
Сельскохозяйственные угодья и другие сельскохозяйственные ресурсы уже давно используются для производства непродовольственных культур, включая промышленные материалы, такие как хлопок, лён и каучук; лекарственные культуры, такие как табак и опиум, и биотопливо, такое как дрова и т. д. В 21-м веке производство топливных культур увеличилось, добавив к этому отвлечение. Однако технологии также разработаны для коммерческого производства продуктов питания из энергии, такой как природный газ и электроэнергия с минимальным экологическим следом воды и земли.
В Соединенных Штатах около 40 % урожая кукурузы используется для производства этанола, и эксперты Продовольственной и сельскохозяйственной организации Объединенных Наций полагали, что эту политику следовало бы пересмотреть, чтобы обеспечить снижение мировых цен в период разворачивающегося в 2022 году продовольственного кризиса.

### Политика
Лауреат Нобелевской премии экономист Амартия Сен отметил, что «нет такой вещи, как аполитичная продовольственная проблема». В то время как засуха и другие естественные события могут вызвать условия голода, именно действия или бездействие правительства определяют его серьезность, и часто даже произойдет ли голод. В 20-м веке есть примеры правительств, таких как коллективизация в СССР или большой скачок в КНР, подрывающие продовольственную безопасность своих собственных стран. Массовый голод часто является оружием войны, как в блокаде Германии, битве за Атлантику и блокаде Японии во время Первой и Второй мировых войн, а также в плане голода, принятом нацистской Германией.
Правительства иногда имеют узкую базу поддержки, основанную на кронизме и покровительстве. Фредерик Кьюни в 1999 году отмечал, что в этих условиях: «распределение продовольствия внутри страны является политическим вопросом. Правительства большинства стран уделяют приоритетное внимание городским районам, поскольку именно там обычно находятся наиболее влиятельные и влиятельные семьи и предприятия. Правительство часто пренебрегает натуральными фермерами и сельскими районами в целом. Чем более удален и слабо развит этот район, тем меньше вероятность того, что правительство сможет эффективно удовлетворять его потребности. Многие виды аграрной политики, особенно ценообразование на сельскохозяйственные товары, являются дискриминационными по отношению к сельским районам. Правительства часто удерживают цены на основные зерновые на таком искусственно низком уровне, что производители натурального хозяйства не могут накопить достаточный капитал для осуществления инвестиций в улучшение своего производства. Таким образом, они эффективно предотвращаются от выхода из своего опасного положения.»

### Продовольственная независимость
Подход, известный как продовольственная независимость, рассматривает деловую практику многонациональных корпораций как форму неоколониализма. Он утверждает, что многонациональные корпорации располагают финансовыми ресурсами для скупки сельскохозяйственных ресурсов обедневших стран, особенно в тропиках. Они также имеют политическое влияние, чтобы преобразовать эти ресурсы в эксклюзивное производство товарных культур для продажи промышленно развитым странам за пределами тропиков и в процессе вытеснения бедных из более продуктивных земель. Согласно этой точке зрения, натуральным фермерам остается возделывать только земли, которые настолько малопродуктивны с точки зрения производительности, что не представляют интереса для многонациональных корпораций. Аналогичным образом, продовольственный суверенитет предполагает, что общины должны иметь возможность определять свои собственные средства производства и что продовольствие является одним из основных прав человека. Поскольку несколько транснациональных корпораций в настоящее время продвигают сельскохозяйственные технологии в развивающихся странах, технологии, которые включают улучшенные семена, химические удобрения и пестициды, растениеводство становится все более анализируемым и обсуждаемым вопросом.

### Пищевые отходы
Пищевые отходы могут быть перенаправлены для альтернативного потребления человеком, когда это позволяют экономические переменные. Отходы потребляемых продуктов питания даже привлекают внимание крупных пищевых конгломератов. Например, из-за низких цен на продовольствие простой отказ от нестандартной моркови, как правило, был более рентабельным, чем трата денег на дополнительную рабочую силу или оборудование, необходимое для их обработки. Однако завод по производству соков в Нидерландах разработал процесс эффективного отвода и использования ранее забракованной моркови, и его материнская компания распространяет эту инновацию на заводы в Великобритании.
В последние годы Франция предпринимает усилия по борьбе с отсутствием продовольственной безопасности, в том числе путем борьбы с пищевыми отходами; с 2013 года в стране приняты законы, запрещающие продуктовым магазинам выбрасывать непроданные продукты питания, требуя, чтобы они вместо этого жертвовали продукты определенным благотворительным организациям. Тем не менее, согласно Индексу глобальной продовольственной безопасности, общая продовольственная безопасность более серьезно обеспечивается во Франции, чем в Соединённых Штатах, несмотря на более высокие общенациональные оценки пищевых отходов в США.
Местные усилия, такие как большой продовольственный Совет Франклина в Фармингтоне, штат Мэн, могут непосредственно помочь региональной продовольственной безопасности, особенно когда жители осознают сопоставление продовольственной безопасности в своих общинах с их собственными пищевыми отходами дома. Узнав, что средняя семья из четырех человек выбрасывает продукты на сумму 1500 долларов в год, в то время как соседи могут голодать, можно мотивировать тратить меньше и давать больше: тратить меньше денег в продуктовом магазине и отдавать больше в продовольственную кладовую.

## Риски для продовольственной безопасности

### Рост населения
Текущие прогнозы ООН показывают продолжающийся рост населения в будущем (но неуклонное снижение темпов роста населения), при этом мировое население, как ожидается, достигнет 9,8 млрд человек в 2050 году и 11,2 млрд человек к 2100 году. Оценки отдела народонаселения ООН за 2150 год колеблются между 3,2 и 24,8 млрд.; математическое моделирование поддерживает более низкую оценку. Некоторые аналитики ставят под сомнение устойчивость дальнейшего роста мирового населения, подчеркивая растущее давление на окружающую среду, глобальные поставки продовольствия и энергетические ресурсы. Решения для кормления дополнительных миллиардов в будущем изучаются и документируются. Один из каждых семи человек на планете ложится спать голодным. Районы подвержены перенаселению, и 25 000 человек ежедневно умирают от недоедания и болезней, связанных с голодом.

### Зависимость от ископаемого топлива
В то время как производство сельскохозяйственной продукции возросло, потребление энергии для производства урожая также возросло с большей скоростью, так что отношение произведенных культур к затратам энергии со временем уменьшилось. Методы зеленой революции также в значительной степени зависят от химических удобрений, пестицидов и гербицидов, многие из которых являются нефтепродуктами, что делает сельское хозяйство все более зависимым от нефти.
Между 1950 и 1984 годами, когда зеленая революция преобразовала сельское хозяйство по всему миру, мировое производство зерна увеличилось на 250 %. Энергия для Зеленой Революции обеспечивалась ископаемым топливом в виде удобрений (природный газ), пестицидов (нефть) и орошения на углеводородном топливе.
Дэвид Пиментель, профессор экологии и сельского хозяйства Корнеллского университета, и Марио Джампьетро, старший научный сотрудник Национального исследовательского института продовольствия и питания (NRIFN), ставят в своем исследовании продукты питания, Землю, население и экономику США максимальное население США для устойчивой экономики в 210 миллионов. В исследовании говорится, что для достижения устойчивой экономики и предотвращения бедствий Соединенные Штаты должны сократить свое население по крайней мере на одну треть, а мировое население должно быть сокращено на две трети. Авторы исследования полагают, что упомянутый сельскохозяйственный кризис начнет сказываться на нас только после 2020 года и не станет критическим до 2050 года. Приближающийся пик мировой добычи нефти (и последующее снижение добычи), наряду с пиком добычи природного газа в Северной Америке, скорее всего, ускорит этот сельскохозяйственный кризис намного раньше, чем ожидалось. Геолог Дейл Аллен Пфайффер утверждает, что в ближайшие десятилетия можно будет увидеть спиральные цены на продовольствие без облегчения и массового голода на глобальном уровне, такого как никогда раньше.

### Однородность в глобальном продовольственном снабжении
С 1961 года рацион питания людей во всем мире стал более разнообразным в плане потребления основных товарных культур, что привело к снижению потребления местных или региональных культур и, таким образом, стало более однородным в глобальном масштабе. Различия между продуктами, потребляемыми в разных странах, были уменьшены на 68 % между 1961 и 2009 годами. Современный «глобальный стандарт» рациона питания содержит все большую долю относительно небольшого числа основных товарных культур, которые существенно увеличили долю общей пищевой энергии (калорий), белка, жира и пищевой массы, которую они обеспечивают мировому населению, включая пшеницу, рис, сахар, кукурузу, сою (на +284 %), пальмовое масло (на +173 %) и подсолнечник (на +246 %). В то время как страны потребляли большую долю местных или региональных культур, пшеница стала основным продуктом питания в более чем 97 % стран, а другие глобальные продукты питания демонстрируют аналогичное доминирование во всем мире. Другие культуры резко сократились за тот же период, в том числе рожь, ямс, сладкий картофель (на −45 %), маниока (на −38 %), кокос, сорго (на −52 %) и просо (на −45 %). Такое изменение разнообразия культур в рационе человека связано со смешанным воздействием на продовольственную безопасность, улучшая недостаточное питание в некоторых регионах, но способствуя развитию связанных с питанием заболеваний, вызванных чрезмерным потреблением макроэлементов.

### Регулирование цен
30 апреля 2008 года Таиланд, один из крупнейших мировых экспортеров риса, объявил о создании Организации стран-экспортёров риса, которая может превратиться в картель по установлению цен на рис. Это проект по организации 21 страны-экспортера риса для создания одноименной организации по контролю цен на рис. Группа в основном состоит из Таиланда, Вьетнама, Камбоджи, Лаоса и Мьянмы. Организация стремится служить цели внесения «вклада в обеспечение продовольственной стабильности не только в отдельной стране, но и в решение проблемы нехватки продовольствия в регионе и во всем мире». Однако остается под вопросом, будет ли эта организация выполнять свою роль эффективного картеля по фиксации цен на рис, аналогичного механизму ОПЕК по управлению нефтью. Экономические аналитики и трейдеры заявили, что это предложение никуда не приведет из-за неспособности правительств сотрудничать друг с другом и контролировать продукцию фермеров. Кроме того, участвующие страны выразили обеспокоенность тем, что это может лишь ухудшить продовольственную безопасность.

### Изменение землепользования
Для обеспечения продовольственной безопасности Китаю необходимо не менее 120 миллионов гектаров пахотных земель. Китай сообщил о профиците в размере 15 миллионов гектаров. В отличие от этого, было сообщено о том, что около 4 миллионов гектаров были переведены в городское пользование и 3 миллиона гектаров загрязненных земель. Исследование показало, что 2,5 % пахотных земель Китая слишком загрязнены, чтобы выращивать пищу без вреда. В Европе конверсия сельскохозяйственных почв подразумевала чистую потерю потенциала, но быстрая потеря в области пахотных почв представляется экономически бессмысленной, поскольку ЕС больше не зависит от внутреннего продовольственного снабжения. В период 2000—2006 годов Европейский Союз потерял 0,27 % своих пахотных земель и 0,26 % своего потенциала в области растениеводства. Потери сельскохозяйственных земель за это же время были самыми высокими в Нидерландах, которые потеряли 1,57 % своего потенциала растениеводства в течение шести лет. Тревожные цифры наблюдаются также на Кипре (0,84 %), в Ирландии (0,77 %) и Испании (0,49 %). В Италии, на равнине Эмилия-Романья (ERP), преобразование 15 000 гектаров сельскохозяйственной почвы (период 2003—2008) подразумевало чистый убыток в размере 109 000 мг в год пшеницы, что составляет калории, необходимые 14 % населения ERP (425 000 человек). Такая потеря в производстве пшеницы составляет всего 0,02 % от валового внутреннего продукта (ВВП) региона Эмилия-Романья, что на самом деле является незначительным эффектом в финансовом плане. Кроме того, доход от нового землепользования зачастую намного превышает доход, гарантированный сельским хозяйством, как в случае урбанизации или добычи сырья.

### Глобальные катастрофические риски
Поскольку антропогенные выбросы парниковых газов снижают стабильность глобального климата, резкое изменение климата может стать более интенсивным. Столкновение с астероидом или кометой диаметром более 1 км может заблокировать солнце во всем мире, вызывая ударную зиму. Частицы в тропосфере быстро выпадут дождем, но частицы в стратосфере, особенно сульфат, могут оставаться там годами. Точно так же супервулканическое извержение уменьшило бы потенциал сельскохозяйственного производства от солнечного фотосинтеза, вызывая вулканическую зиму. Супервулканическое извержение Тоба приблизительно 70 000 лет назад, возможно, почти вызвало вымирание людей. Опять же, в первую очередь частицы сульфата могут блокировать солнце в течение многих лет. Солнечная блокада не ограничивается естественными причинами, поскольку ядерная зима также возможна, что относится к сценарию, включающему широко распространенную ядерную войну и сжигание городов, которые выпускают сажу в стратосферу, которая будет оставаться там около 10 лет. Высокие стратосферные температуры, создаваемые сажей, поглощающей солнечное излучение, создадут условия, близкие к глобальным озоновым дырам, даже для регионального ядерного конфликта.
Достаточно мощная геомагнитная буря может привести к внезапному отсутствию доступа к электричеству на больших территориях мира. Поскольку промышленное сельское хозяйство все больше зависит от постоянного доступа к электричеству, например в точном животноводстве, геомагнитная буря потенциально может иметь разрушительные последствия для производства продовольствия.

## Критика
По состоянию на 2015 год концепция продовольственной безопасности в основном сосредоточена на пищевых калориях, а не на качестве продуктов питания. Концепция продовольственной безопасности развивалась с течением времени. В 1995 году он был определен как «адекватное состояние питания с точки зрения белка, энергии, витаминов и минералов для всех членов семьи во все времена».